# 杰拉尔德·穆南
杰拉尔德·穆南（英語：Gerald Murnane，1939年2月25日—) ，澳大利亚作家，代表作是1982年出版的《大平原》。 《纽约时报》2018年3月27日推出的焦点文章中称他为“或许是多数人从未听说过的最伟大在世英文作家”。
穆南处理的主要主题是阅读与写作。《平原》中的主人公是一位电影制作者，来到一片平原调查当地居民的生活方式，最后发现每个人对这片平原的理解非常不同。1995年写出《翡翠蓝》后宣布封笔。